# Teratohyla midas
Teratohyla midas é uma espécie de anfíbio da família Centrolenidae. Pode ser encontrada na bacia amazônica no Peru, Equador, Colômbia e Brasil (Amazonas e Rondônia). Existem dois registros isolados, um no Maranhão e outro na Guiana Francesa.